# Спаси меня (фильм)
«Спаси меня» (англ. Rescue Me) — американский кинофильм 1992 года.

## Сюжет
Невзрачный подросток боготворит королеву красоты из местной школы. Он всячески мечтает совершить некий героический поступок, дабы привлечь её внимание. И вот красавицу похищают на его глазах. У парня есть отличный шанс проявить себя и спасти девушку, тем более что ветеран Вьетнама готов ему помочь…

## В ролях
| Актёр          | Роль                    |
| -------------- | ----------------------- |
| Майкл Дудикофф | Дэниел «Мак» МакДональд |
| Стивен Дорфф   | Фрейзер Суини           |
| Эми Доленц     | Джини Графтон           |
| Питер Делуиз   | Роуди                   |
| Уильям Лаккинг | Курт                    |
| Ди Уоллес      | Сара Суини              |
| Лиз Торрес     | Керни                   |
| Дэнни Нуччи    | Тодд                    |
| Тай Хардин     | шериф Гилберт           |
| Кимберли Кейтс | Синди                   |